# Philonotis muhlenbergii
Philonotis muhlenbergii är en bladmossart som beskrevs av Bridel 1827. Philonotis muhlenbergii ingår i släktet källmossor, och familjen Bartramiaceae. Inga underarter finns listade i Catalogue of Life.